# Werner Stiller
Werner Stiller, född 24 augusti 1947 i Wessmar, död 20 december 2016 i Budapest, var Oberleutnant på den östtyska underrättelsetjänstens utlandsavdelning Hauptverwaltung Aufklärung (HVA). Han verkade som dubbelagent för BND. 1979 flydde han med en mängd hemliga dokument om DDR:s spionage. Hans flykt ses som en av de mest spektakulära spionaffärerna under kalla kriget. Stillers flykt förde med sig att en rad DDR-spioner avslöjades.